# Gustav Ebner

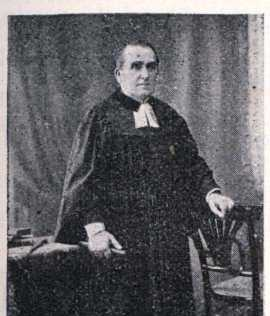
Gustav Ebner

Gustav Ebner (* 31. Mai 1846 in Deutsch-Jahrndorf, Königreich Ungarn; † 12. Dezember 1925 in Preßburg, Tschechoslowakei) war ein evangelischer Theologe und Prediger der Deutschen Evangelischen Kirchengemeinde A. B. zu Preßburg.

## Leben
Gustav Ebner wurde am 31. Mai 1846 als Sohn des evangelischen Lehrers Johann Ebner und dessen Ehefrau Eleonora Wendl in Deutsch-Jahrndorf (ung. Németjárfalu) im damaligen Komitat Wieselburg geboren. Deutsch-Jahrndorf war bereits in der Zeit Österreich-Ungarns ein Dorf mit überwiegend deutscher Bevölkerung. 
Seine erste schulische Ausbildung erhielt Gustav Ebner bei seinem Vater. Nach den ersten Schuljahren kam der sehr begabte Knabe nach Raab, um die ungarische Sprache zu erlernen. Der Wunsch des Vaters, den Sohn für das Lehramt ausbilden zu lassen, erfüllte sich nicht, da der Direktor der Evangelischen Lehrerbildungsanstalt in Ödenburg seine Aufnahme wegen gesundheitlicher Mängel ablehnte. So besuchte er das Ödenburger Lyzeum und legte dort auch sein Abitur ab. Danach entschied sich Gustav Ebner zum Studium der Theologie und inskribierte an der Evangelischen Theologischen Hochschule in Ödenburg. Danach wurde er Hörer der k.k. Theologischen Fakultät in Wien. Nach Ablegung seiner Prüfung wurde er am 15. September 1871 von Superintendent Sándor von Karsay-Téth ordiniert.
Seine erste Pfarrstelle fand er als Hilfsprediger bei seinem Oheim Senior Karl Ryoko in Ungarisch Bohl (ung. Magyarboly) im Komitat Braunau. Jedoch nach kurzer Zeit wurde er in das Dorf Katschfeld (ung. Kácsfalu) versetzt. Diese damals sehr armselige deutschsprachige Gemeinde hatte weder Kirche noch Pfarrhaus, sondern nur ein mit Stroh gedecktes Schulhaus. Der Tatkraft Ebners gelang es, eine evangelische Kirche samt Pfarrhaus bauen zu lassen. In dem Fürsten Adolf zu Schaumburg-Lippe fand er einen mächtigen Förderer seines Vorhabens, der mit bedeutenden finanziellen Mitteln zum Gelingen des Kirchenbaues sowie des Pfarrhauses beitrug.
Am 8. Januar 1873 vermählte sich Gustav Ebner mit Emilie Reichsgräfin Laßberg von Leitmannsdorf. Aus der Ehe gingen zwei Söhne und eine Tochter hervor.
Im Jahre 1878 wurde Ebner von seiner Heimatgemeinde Deutsch-Jahrndorf zum Gemeindepfarrer gewählt. Hier blieb er zwölf Jahre lang, bis ihn im Jahre 1890 ein Ruf an die Deutsche Evangelische Kirchengemeinde A.B. als Nachfolger des am 13. März 1890 verstorbenen Pfarrers Viktor Rudolf Freytag nach Preßburg ereilte. Seinen Dienst bei der Preßburger Gemeinde trat er am 13. Juli 1890 an. Die Preßburger Zeitung berichtete darüber:
Gestern Vormittags fand in der evang. deutschen Kirche die feierliche Installation der kürzlich gewählten Hochw. Pfarrer Ebner und Schmidt durch Hochw. Bischof Baltik unter Teilnahme einer riesigen Menge von Gläubigen statt.
Gustav Ebner war ein gern gehörter Kanzelredner, der aus der älteren Schule hervorging und theologisch ein Anhänger und Propagator des Rationalismus war. An der Gründung des Preßburger Diakonissenheims war er maßgebend beteiligt. Ihm war zu danken, dass das Mutterhaus am 2. August 1891 eröffnet werden konnte.
Als Religionslehrer wirkte Ebner vornehmlich an der kgl. Oberrealschule und der k.k. Infanterie-Kadettenschule, wofür ihm das Goldene Verdienstkreuz verliehen wurde. Einige Jahre versah er das Amt des Konseniors.
Gustav Ebner war auch literarisch tätig. Im Druck erschienen sind u. a. Antrittspredigt im 'Gedenkbüchlein' , Preßburg 1890, Reformationspredigt, Preßburg 1891, 'Stille Stunden' (Gedichte), Wien 1905. Gustav Ebner war neben den Pfarrern Carl Eugen Schmidt und Johannes Fürst auch an der Revision und Neubearbeitung des 'Christlichen Gesang- und Gebetbuches' für die Preßburger Evangelische Gemeinde im Jahre 1895 wesentlich beteiligt. Dieses Gesangbuch, das 631 Lieder enthält, wurde von der Deutschen Evangelischen Kirchengemeinde Preßburg bis zu ihrer Auflösung im Jahre 1945 genutzt.
Ein zunehmendes Herzleiden veranlasste Ebner schließlich, am 1. November 1909 sein Pfarramt niederzulegen und in den Ruhestand zu treten. Der Verlust eines Sohnes, der im Ersten Weltkrieg fiel, war für Ebner ein schwerer Schicksalsschlag. Die letzten Jahre seines Lebens verbrachte er als Pensionär im Preßburger Evangelischen Diakonissenheim. Dort starb er am 12. Dezember 1925. Die Beerdigung fand am 14. Dezember 1925 unter Beteiligung der evangelischen Pfarrerschaut Preßburgs, geleitet von Senior D. Carl Eugen Schmidt sowie zahlreicher Vertreter des öffentlichen Lebens der Stadt, am Gaistor-Friedhof statt. Die Einsegnung wurde von Pfarrer Wilhelm Rátz vorgenommen.